# Ithomia hymettia
Ithomia hymettia är en fjärilsart som beskrevs av Otto Staudinger 1885. Ithomia hymettia ingår i släktet Ithomia och familjen praktfjärilar. Inga underarter finns listade i Catalogue of Life.